# Raymond Lyttleton
Raymond Arthur Lyttleton (7 mai 1911 - 16 mai 1995) est un mathématicien britannique qui s'est surtout occupé de questions d'astronomie théorique. On lui doit de nombreux articles spécialisés dans ce domaine et un ouvrage de vulgarisation sur l'origine des comètes (The Comets and Their Origin, Cambridge University Press). Il s'intéressa aussi beaucoup à la stabilité des figures ellipsoïdales, domaine dans lequel il publia plusieurs articles importants et une monographie assez ardue sur la stabilité des masses liquides en rotation (The Stability of Rotating Liquid Masses, Cambridge University Press, 1953). Il s'occupa également de questions géophysiques, mais son point de vue assez personnel de mathématicien n'a guère trouvé d'écho parmi les géophysiciens.

## Prix et distinctions
- Médaille Tyson 1933